# Зурган-Дэбэ
Зурга́н-Дэбэ́ (бур. Зургаан Дэбэ) — улус в Селенгинском районе Бурятии. Административный центр сельского поселения «Ноёхонское».

## География
Улус расположен на востоке местности Ноёхо́н, на левом берегу реки Хилок, по пойме которой проходит административная граница с Мухоршибирским районом. Расстояние до районного центра — города Гусиноозёрска — 64 км, через Усть-Чикойскую паромную переправу, расположенную в 28 км западнее Зурган-Дэбэ. Связь с правобережьем Хилка осуществляется через автомобильный мост у села Подлопатки, в 23 км к югу вверх по реке.

## История
В 1717 году по указу Петра I цонгольскому административному роду за верную службу России были переданы земли по реке Хилок вверх до Унгуркуя. В 1764 году в местности Ноёхон (междуречье Селенги, Хилка и Чикоя)) была создана казачья сотня в составе Цонгольского полка, после образования Забайкальского казачьего войска переданная в ведение Селенгинской станицы. Управление сотни, её контора (бур. зургаан), находилась в улусе Зурган-Дэбэ.
В декабре 1919 года был создан военно-революционный штаб, провозгласивший советскую власть. В январе 1922 года образовано Ноёхонское волостное управление Верхнеудинского уезда.
В конце 1920-х — начале 1930-х годов в Ноёхоне были организованы сельхозартели и товарищества по совместной обработке земли (ТОЗы).
Из 236 ноёхонцев, мобилизованных во время Великой Отечественной войны, 127 не вернулись домой. Их имена увековечены на памятнике погибшим землякам.
В 1953 году путём объединения хозяйств был образован колхоз имени XX партсъезда.
В 1995 году в улусе был возведён и освящён буддийский храм-дуган «Данзан-Нин», филиал Цонгольского дацана «Балдан Брэйбун».

## Население
| 2002 | 2010 |
| ---- | ---- |
| 913  | ↘878 |

## Инфраструктура
Средняя общеобразовательная школа, детский сад, районный художественно-эстетический центр «Солонго», Дом культуры, музыкальная школа, почтовое отделение, АТС, врачебная амбулатория, буддийский храм-дуган, краеведческий музей.